# (27758) Michelson
(27758) Michelson (1991 RJ4) – planetoida z pasa głównego asteroid okrążająca Słońce w ciągu 5,27 lat w średniej odległości 3,03 j.a. Odkryta 12 września 1991 roku.